# سيهيون
كيم سي-هيون (كوري: 김시현، ولدت في 5 أغسطس 1999 في كوريا الجنوبية) هي مغنية كورية جنوبية، وهي عضوة في فرقة الفتيات إيفرقلو تحت Yuehua Entertainment.

## المهنة

### قبل الظهور لأول مرة
تنافست كيم في الموسم الأول من مسابقة تلفزيون الواقع Produce 101 كمتدربة فردية في عام 2016. احتلت المرتبة 40 ثم وقعت مع Yuehua Entertainment. في عام 2018، انضمت كيم إلى الموسم الثالث من Produce 48، احتلت كيم المرتبة 27 وتم إقصاؤها.

### الظهور لأول مرة مع إيفرقلو والأنشطة المنفردة
ظهرت كيم لأول مرة مع إيفرقلو في 18 مارس 2019، أصدرت الفرقة أول ألبوم فردي لهم وصول إيفرقلو، مع الأغنية الرئيسية "Bon Bon Chocolat".
في 7 فبراير 2020، تم اختيار سيهيون لتكون مُقدمة جديدة لبرنامج الموسيقى "The Show" على قناة SBS.

## فيلموغرافيا

### برامج تلفزيونية
| السنة | العمل     | الدور   | الشبكة            | ملاحظة                   |
| ----- | --------- | ------- | ----------------- | ------------------------ |
| 2016  | إنتاج 101 | متسابقة | إمنت              | تم إقصاؤها في المرتبة 40 |
| 2018  | إنتاج 48  | متسابقة | إمنت              | تم إقصاؤها في المرتبة 27 |
| 2020  | ذا شوو    | مُقدمة   | إس بي إس إم تي في | مع مينكيو و جيون         |